# Jean-Paul Bertrand-Demanes
Pour les articles homonymes, voir Bertrand.
Jean-Paul Bertrand-Demanes, né le 23 mai 1952 à Casablanca au Maroc est un joueur de football international. Il effectue sa carrière professionnelle au poste de gardien de but au FC Nantes entre 1969 et 1987.

## Biographie
Formé au modeste club de Pauillac en Gironde, Bertrand-Demanes signe son premier contrat professionnel avec le FC Nantes fin 1969 dans des circonstances rocambolesques. Tous les gardiens du club étant blessés à quelques jours de la réception de Marseille en Championnat, les Canaris, qui l'avaient déjà repéré, recrutent en catastrophe ce talent prometteur et le lancent en Division 1 deux jours plus tard face au grand OM des Magnusson, Skoblar, ou autres Loubet. Bertrand-Demanes, 17 ans,  réalise un bon match et Nantes s'impose 2-1. En quelques jours, Jean-Paul Bertrand-Demanes passe donc du niveau régional à la première division, destin rarissime.  Le FC Nantes promet un match amical au club de Pauillac  en échange de ce transfert. Il aura lieu au début des années 80. 
« Le Grand » (1,92 m), comme il est surnommé, s'impose assez rapidement dans la cage nantaise où il remporte son premier titre de champion de France en 1973. Cette même année, il connaît sa première sélection en équipe de France sous la direction de Stefan Kovacs, puis reste un possible numéro trois pour les Bleus derrière Dominique Baratelli et André Rey. En 1978, à la faveur d'une excellente saison et de la blessure de dernière minute de Rey, Bertrand-Demanes se retrouve titulaire dans le but français pour la Coupe du monde en Argentine. Après une défaite en ouverture face à l'Italie (1-2), il est le héros malheureux du match contre l'Argentine où il se blesse au dos en heurtant son poteau sur un plongeon et doit céder sa place à Baratelli alors que la France est menée 0-1 ; les Bleus seront finalement battus 1-2 et éliminés du tournoi.  Cette rencontre sera la dernière de Bertrand-Demanes en équipe de France, où Dominique Dropsy s'impose irrésistiblement après le Mundial argentin. 
« JPBD » effectuera ensuite une excellente carrière de club avec Nantes, remportant trois autres titres de champion, une Coupe de France, et atteignant les demi-finales de la Coupe des Coupes en 1980. 
Il prend sa retraite sportive en 1987, après plus de 530 matchs de Division 1 avec les Canaris, et quitte définitivement le monde du football. Reconverti dans l'immobilier dans la région nantaise, il fonde une agence de conseil fiscal et patrimonial de laquelle il prend sa retraite en 2012.
En 2022, le magazine So Foot le classe dans le top 1000 des meilleurs joueurs du championnat de France, à la 62e place.

## Palmarès

### En club
- Champion de France en 1973, en 1977, en 1980 et en 1983 avec le FC Nantes
- Vainqueur de la Coupe de France en 1979 avec le FC Nantes
- Vainqueur de la Coupe des Alpes en 1982 avec le FC Nantes
- Finaliste de la Coupe de France en 1973 et en 1983 avec le FC Nantes
- Finaliste du Trophée des champions en 1973 avec le FC Nantes

## Statistiques
- 532 matchs en Division 1 (531 selon les sources)
- 79 matchs en Coupe de France
- 1 match en Challenge des Champions
- 12 matchs en Coupe d'Europe des Clubs Champions
- 8 matchs en Coupe d'Europe des Vainqueurs de Coupe
- 19 matchs en Coupe de l'UEFA

## Ouvrage
- Jean-Paul Bertrand-Demanes, Stade 4: Le match de ma vie - Témoignage, Max Milo Editions, 13 septembre 2022, 340 p. (ISBN 9782315010233)